# 하프파이프

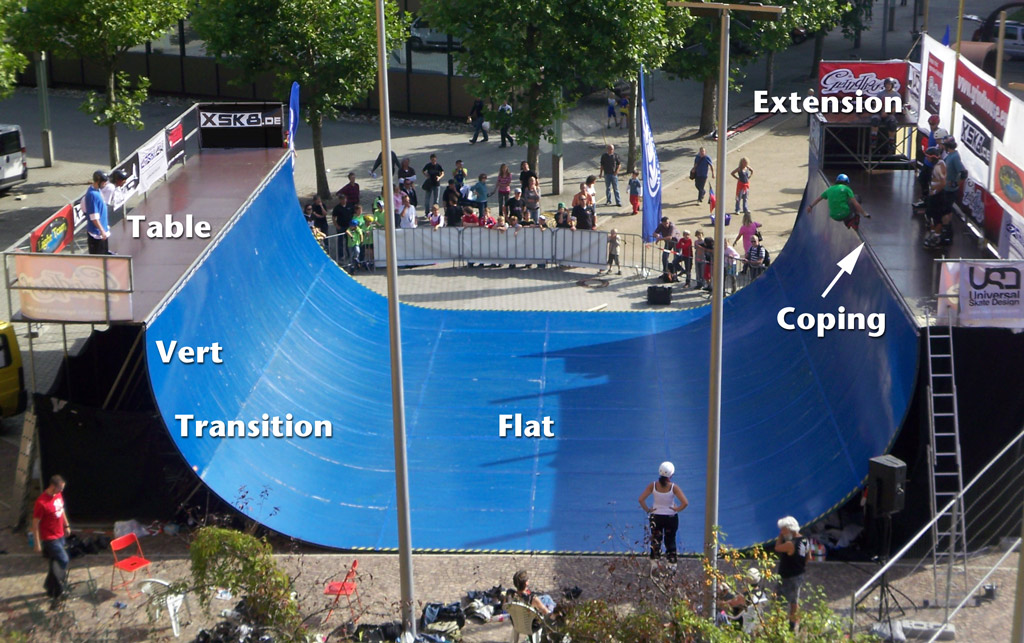
하프파이프

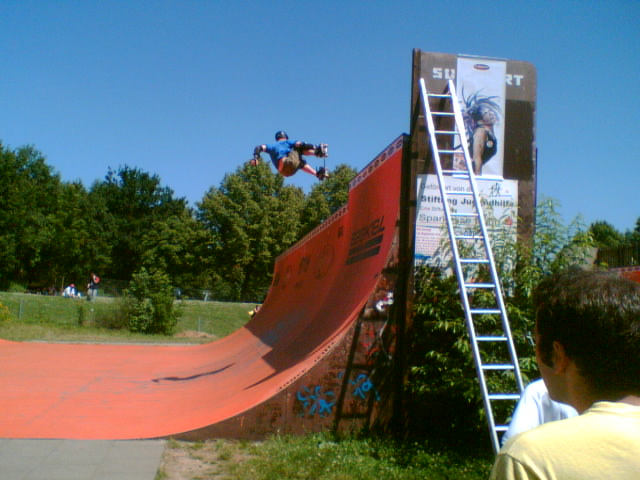
하프파이프

하프파이프(half-pipe)는 스케이트 보드, 인라인 스케이트, BMX 등에서 사용되는 대표적인 섹션(구조물)이다. 눈을 위에 설치하면 스노우 보드, 스키도 사용되며, 그대로 경기 종목 이름이기도 하다.

## 같이 보기
- 프리스타일 BMX